# NGC 415
NGC 415 is een balkspiraalstelsel in het sterrenbeeld Beeldhouwer. Het hemelobject ligt ongeveer 288 miljoen lichtjaar van de Aarde verwijderd en werd op 1 september 1834 ontdekt door de Britse astronoom John Herschel.

## Synoniemen
- PGC 4161
- ESO 352-14
- MCG -6-3-24
- IRAS01077-3545